# Butești, Glodeni
Butești este un sat din cadrul comunei Camenca din raionul Glodeni, Republica Moldova.
Este așezat în apropierea râului Camenca unde se află și Aria naturală protejată de Stat „Cheile Butești” numită și „stânca” cu suprafață de 110 ha care este un recif coralier prin care râul Camenca a săpat un defileu.
În această stâncă este o grotă și o peșteră de care este legat și denumirea satului. Legenda spune că turcii au ascuns în peșteră o ladă cu aur. Un oarecare boier Butescu a venit mai târziu, auzind de acest lucru, cu o seamă de oameni, au găsit lada și au împărțit aurul. O parte din oameni au rămas crezând că vor mai găsi ceva aur. În cinstea conducătorului lor au numit satul Butești.

## Geografie
La sud de sat este amplasat defileul Butești, arie protejată din categoria monumentelor naturii de tip geologic sau paleontologic.

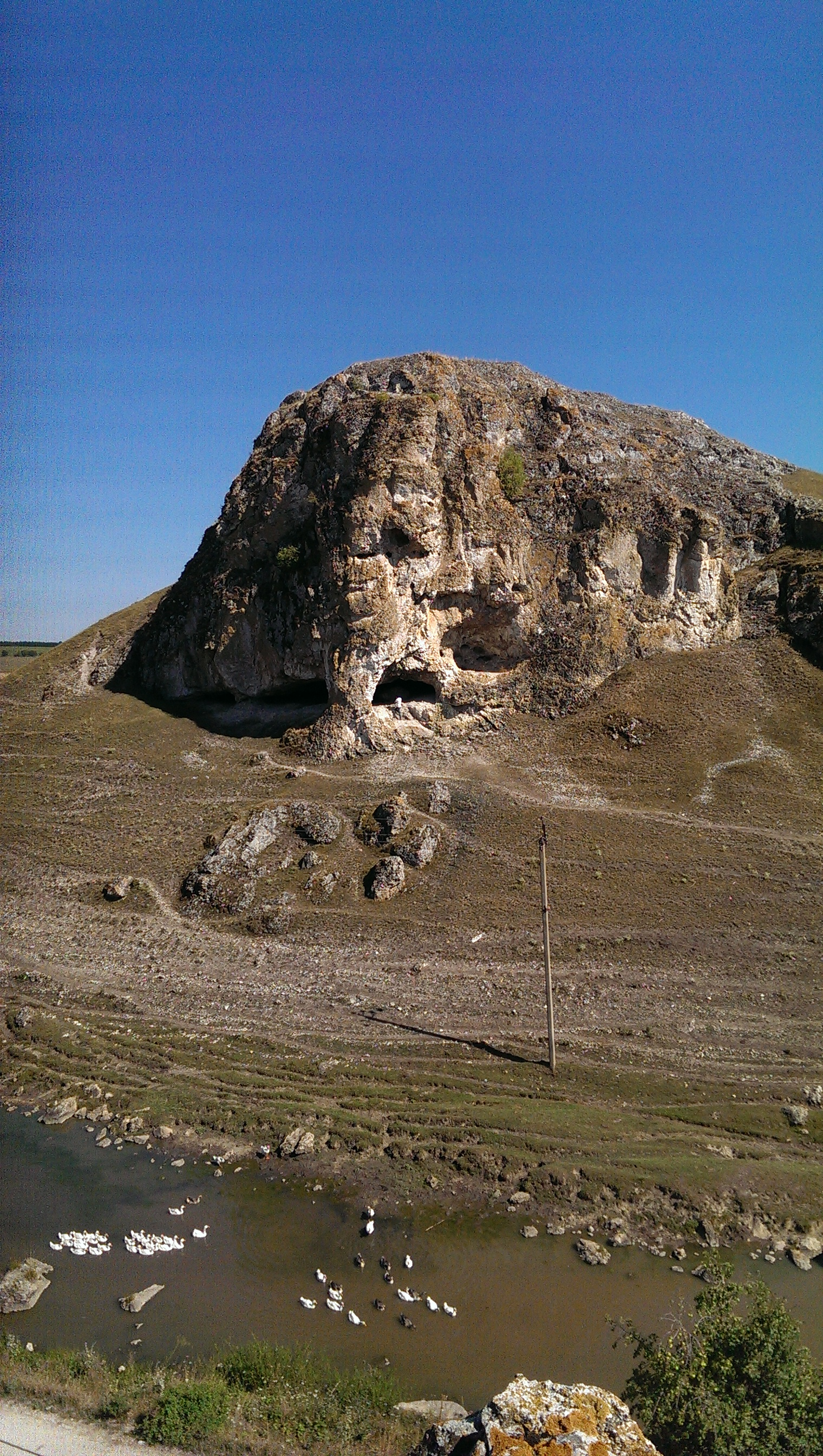
Stâncă formă „cap de elefant”
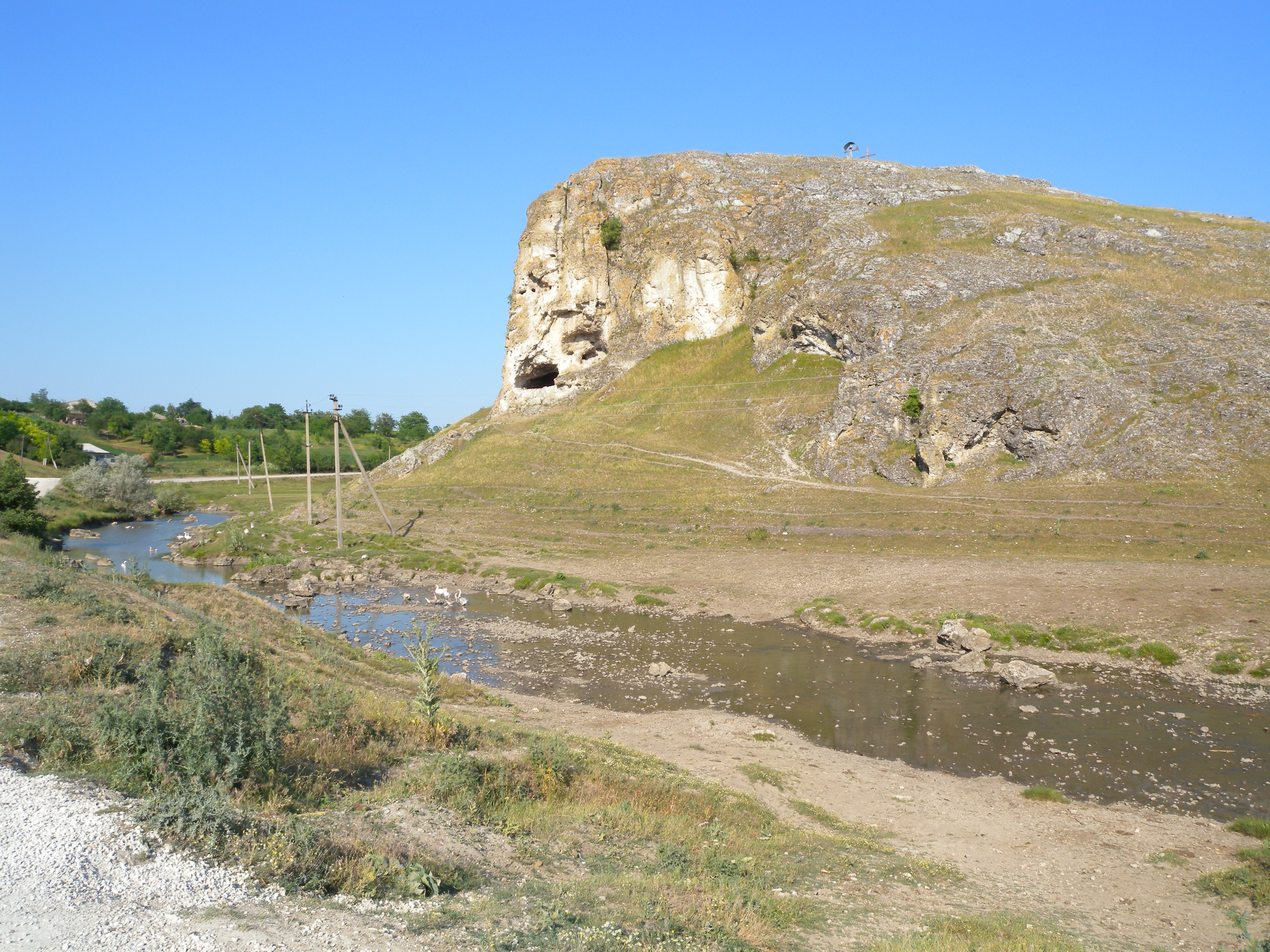
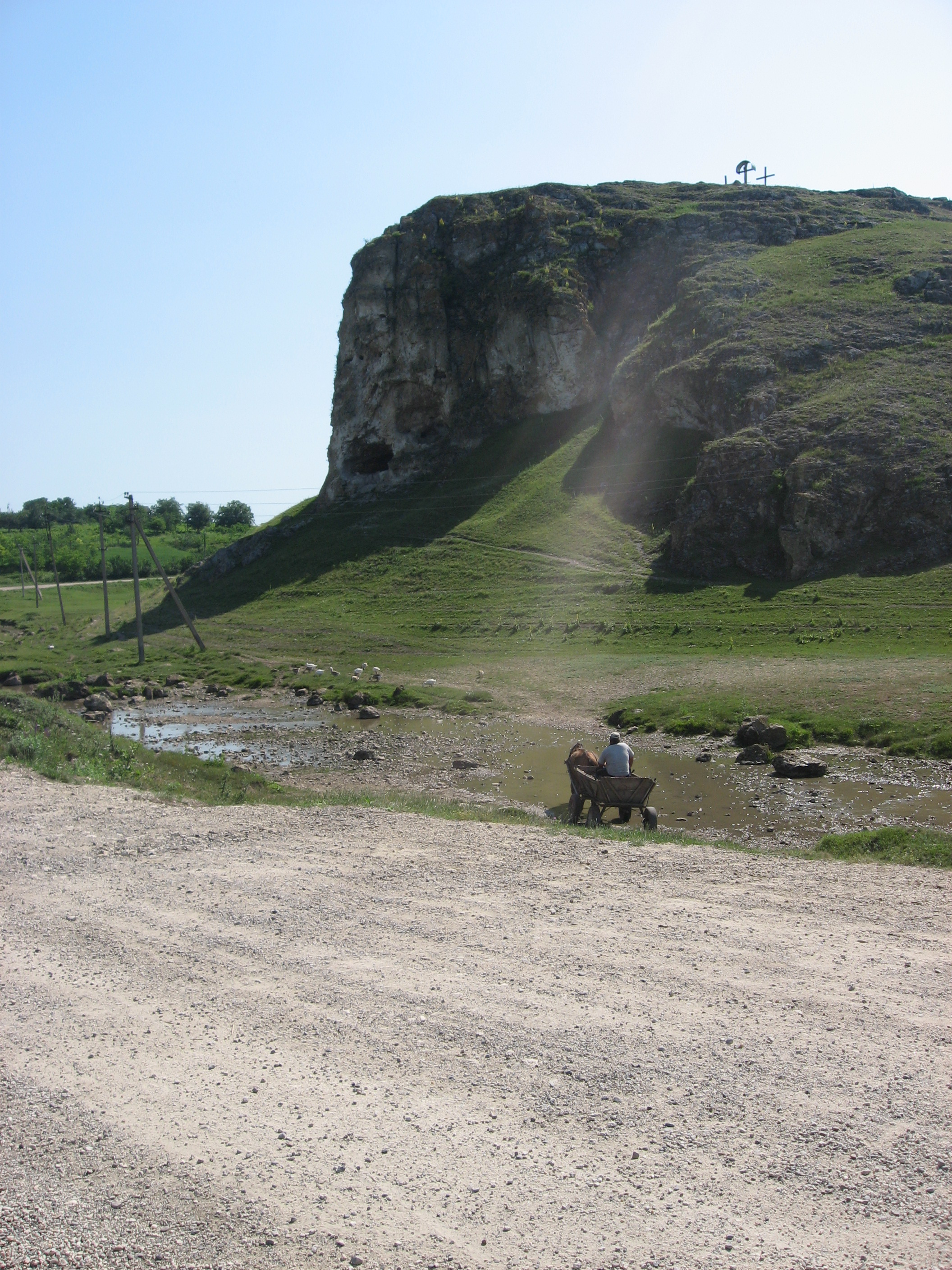
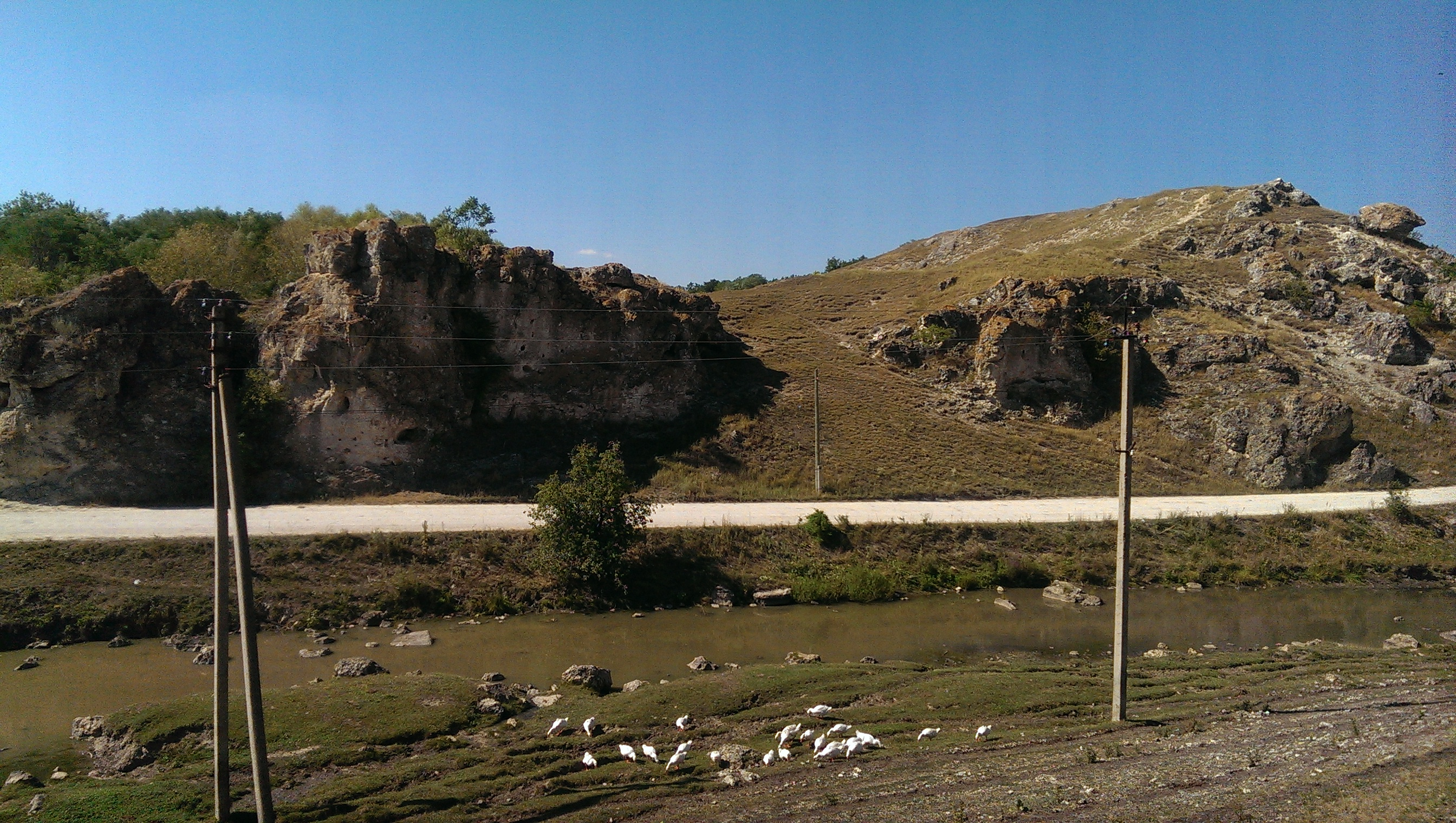
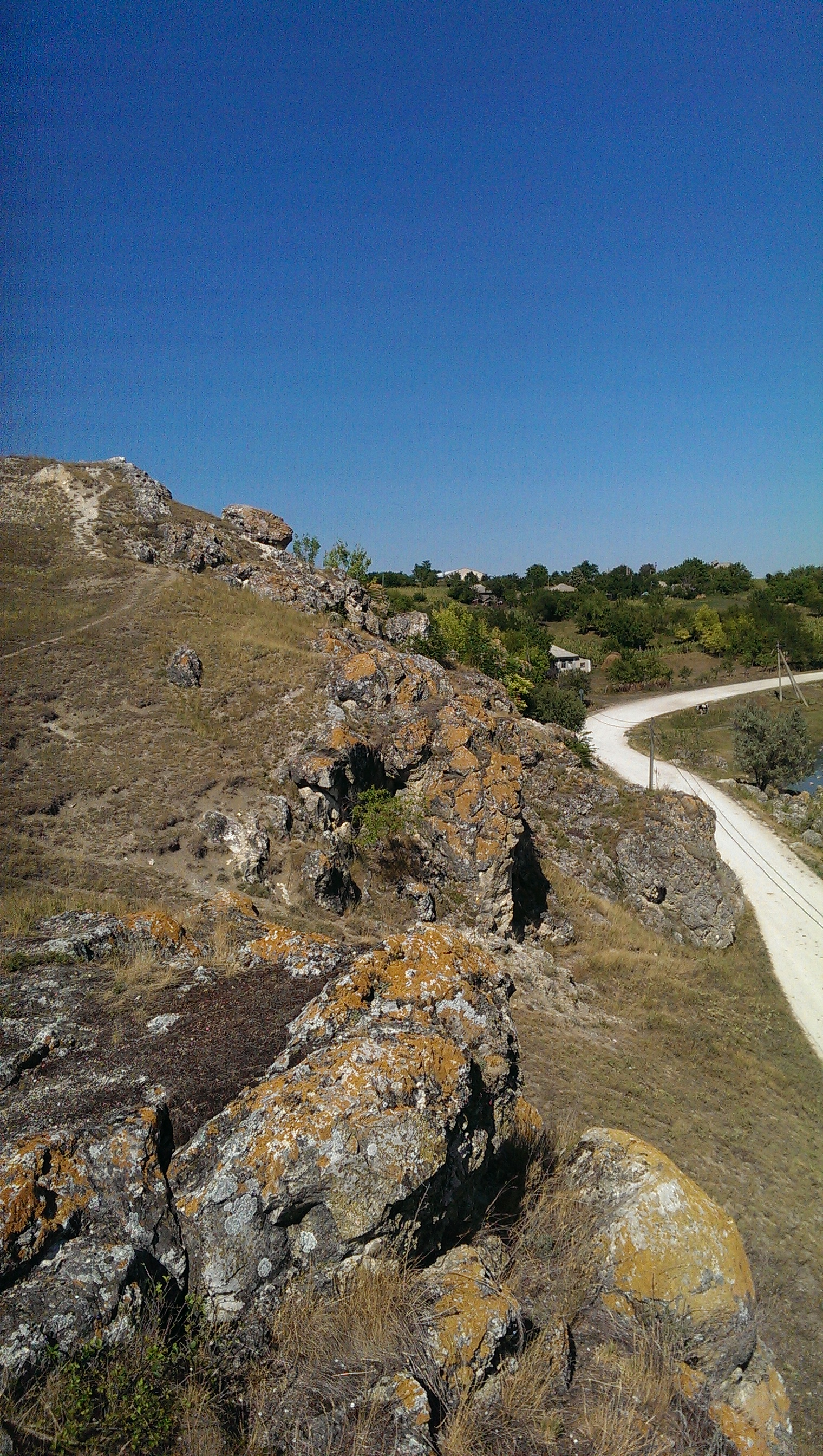
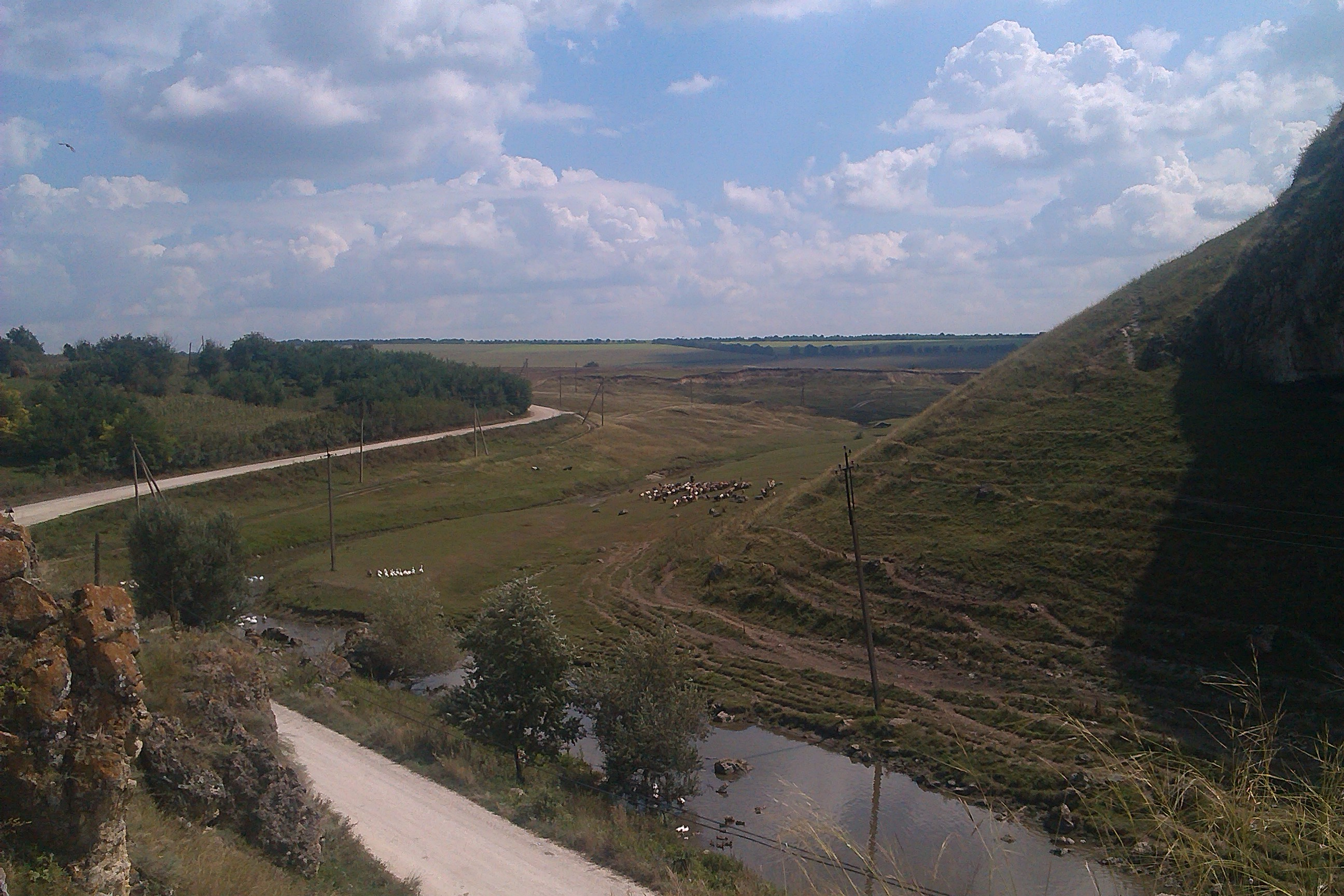
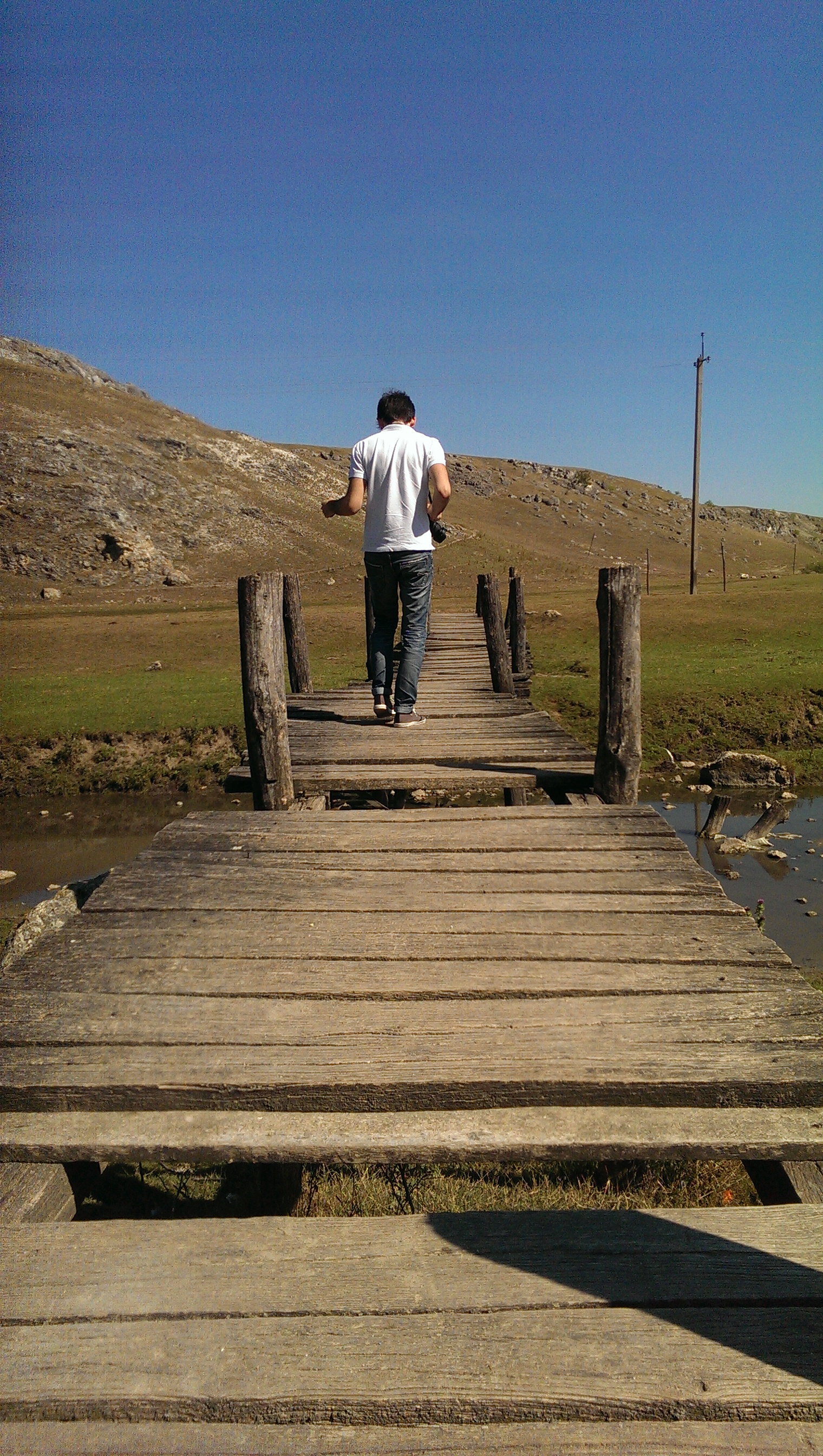
Pod de lemn peste râul Camenca

## Istorie
A fost atestat documentar pentru prima dată la 28 iunie 1637, într-un document de vărzarea a unei părți din satul Brătușeni, în care apare în calitate de martor Struț din Butești:
„Adecă eu, Vasilii, feciorul Roșiorului de Stancăuți, și femia mea, Fetița, fata Aniței și nepoata Ștefei de Brătășeni, mărturisim noi, de bunăvoie noastră, am vândut parte noastră de ocină den sat de Brătășeni, ..., am vândut dumisale giupânului Dumitrasșco Buhuș biv vistiernic, ...

Și această tocmeală am făcut-o dennainte dumisale lui Miron Ciogole, dennainte Dondei, și dennainte lui Ionasco Someș deregătoriul de Stancăuți, dennainte lui Lazor vătămanul de Stancăuți, și dennainte lui Istrati Demeșcanul, dennainte lui Ghiorghii din Verteb, și dennainte lui Struț de Butești, și dennainte lui Alecsii deregătoriul de Avrămeni, și dennainte a mulți oameni buni și bătrâni ca să aibă dumnealui visternicul a-și face să derese domnești pre această adevărată scrisoare a noastră, să se știe.

La Iași, în leat 7145 1637 iunie 28.”

## Demografie
Conform recensământului populației din 2004, satul Butești avea 434 de locuitori: 431 de moldoveni/români și 3 ucraineni.